# Капетинга
Капетинга (порт. Capetinga) — муниципалитет в Бразилии. входит в штат Минас-Жерайс. Составная часть мезорегиона Юг и юго-запад штата Минас-Жерайс. Входит в экономико-статистический микрорегион Пасус, который входит в Юг и юго-запад штата Минас-Жерайс. Население составляет 6890 человек на 2020 год. Занимает площадь 296 км². Плотность населения — 25,3 чел./км².

## История
Город основан 17 декабря 1938 года.

## Статистика
- Валовой внутренний продукт на 2003 год составляет 38 710 550,00 реалов (данные: Бразильский институт географии и статистики).
- Валовой внутренний продукт на душу населения на 2003 год составляет 5179,36 реалов (данные: Бразильский институт географии и статистики).
- Индекс развития человеческого потенциала на 2000 год составляет 0,764 (данные: Программа развития ООН).